# Hans, Marne
Hans är en kommun i departementet Marne i regionen Grand Est (tidigare regionen Champagne-Ardenne) i nordöstra Frankrike. Kommunen ligger i kantonen Sainte-Menehould som tillhör arrondissementet Sainte-Menehould. År 2022 hade Hans 122 invånare.

## Befolkningsutveckling
Antalet invånare i kommunen Hans
| Referens: INSEE |